# Saint-Hilaire-Foissac
 Saint-Hilaire-Foissac  (en occitano Sent Alari Foissac) es una comuna y población de Francia, en la región de Lemosín, departamento de Corrèze, en el distrito de Tulle y cantón de Lapleau.
Su población en el censo de 2008 era de 212 habitantes.
Está integrada en la Communauté de communes de Ventadour .

## Demografía
| 263 | 311 | 275 | 224 | 201 | 232 | 212 |
| Para los censos de 1962 a 1999 la población legal corresponde a la población sin duplicidades (Fuente: INSEE [Consultar]) |     |     |     |     |     |     |